# Serzu tirelis
Serzu tirelis este o arie protejată (arie specială de conservare — SAC, sit de importanță comunitară — SCI, arie de protecție specială avifaunistică — SPA) din Letonia întinsă pe o suprafață de 152,22 ha, integral pe uscat.

## Localizare
Centrul sitului Serzu tirelis este situat la coordonatele 56°30′13″N 24°50′47″E / 56.5037°N 24.8465°E.

## Înființare
Situl Serzu tirelis a fost declarat arie de protecție specială avifaunistică în decembrie 2002 pentru a proteja 9 specii de animale. Alte tipuri de protecție:
- sit de importanță comunitară (în mai 2004)
- arie specială de conservare (în mai 2004)[1][3][4]

## Biodiversitate
Situată în ecoregiunea boreală, aria protejată conține 4 habitate naturale: Mlaștini oligotrofe degradate, capabile încă de regenerare naturală, Mlaștini turboase de tranziție și turbării mișcătoare, Păduri caducifoliate de mlaștină fino-scandinave, Mlaștini împădurite.
La baza desemnării sitului se află mai multe specii protejate de  păsări (9): minunița (Aegolius funereus), cocoșul de mesteacăn (Bonasa bonasia), barză neagră (Ciconia nigra), ciocănitoare neagră (Dryocopus martius), ciuvică (Glaucidium passerinum), vultur pescar (Pandion haliaetus), ciocănitoare verzuie (Picus canus), huhurezul mic (Strix uralensis),  cocoș de munte (Tetrao urogallus)
Pe lângă speciile protejate, pe teritoriul sitului au mai fost identificate 2 specii de plante, 3 specii de nevertebrate.